# Ikaruga (Nara)
Ikaruga (斑鳩町 Ikaruga-chō?) es un pueblo localizado en la prefectura de Nara, Japón. En julio de 2019 tenía una población estimada de 27.408 habitantes y una densidad de población de 1.921 personas por km². Su área total es de 14,27 km².

## Geografía

### Localidades circundantes
- Prefectura de Nara
  - Ikoma
  - Yamatokōriyama
  - Sangō
  - Heguri
  - Ando
  - Ōji
  - Kawai

## Demografía
Según datos del censo japonés, la población de Ikaruga se ha mantenido estable en los últimos años.
| Año del censo | Población |
| ------------- | --------- |
| 1995          | 28.371    |
| 2000          | 28.566    |
| 2005          | 27.816    |
| 2010          | 27.734    |
| 2015          | 27.303    |